# Mecistoptera nocturna
Mecistoptera nocturna là một loài bướm đêm trong họ Erebidae.